# Каждая женщина (фонд)
Фонд «Каждая женщина» (англ. Every Woman Foundation, EWF) — это международная некоммерческая женская организация.
Фонд проводит программы для женщин в Австралии и Канаде.

## Концепция
Фонд занимается предоставлением информационно-просветительских программ и общественных мероприятий для женщин всех возрастов, обстоятельств и происхождения. Фонд ежегодно отмечает Международный женский день фестивалем «Каждая женщина» (англ. Every Woman Festival).

## История

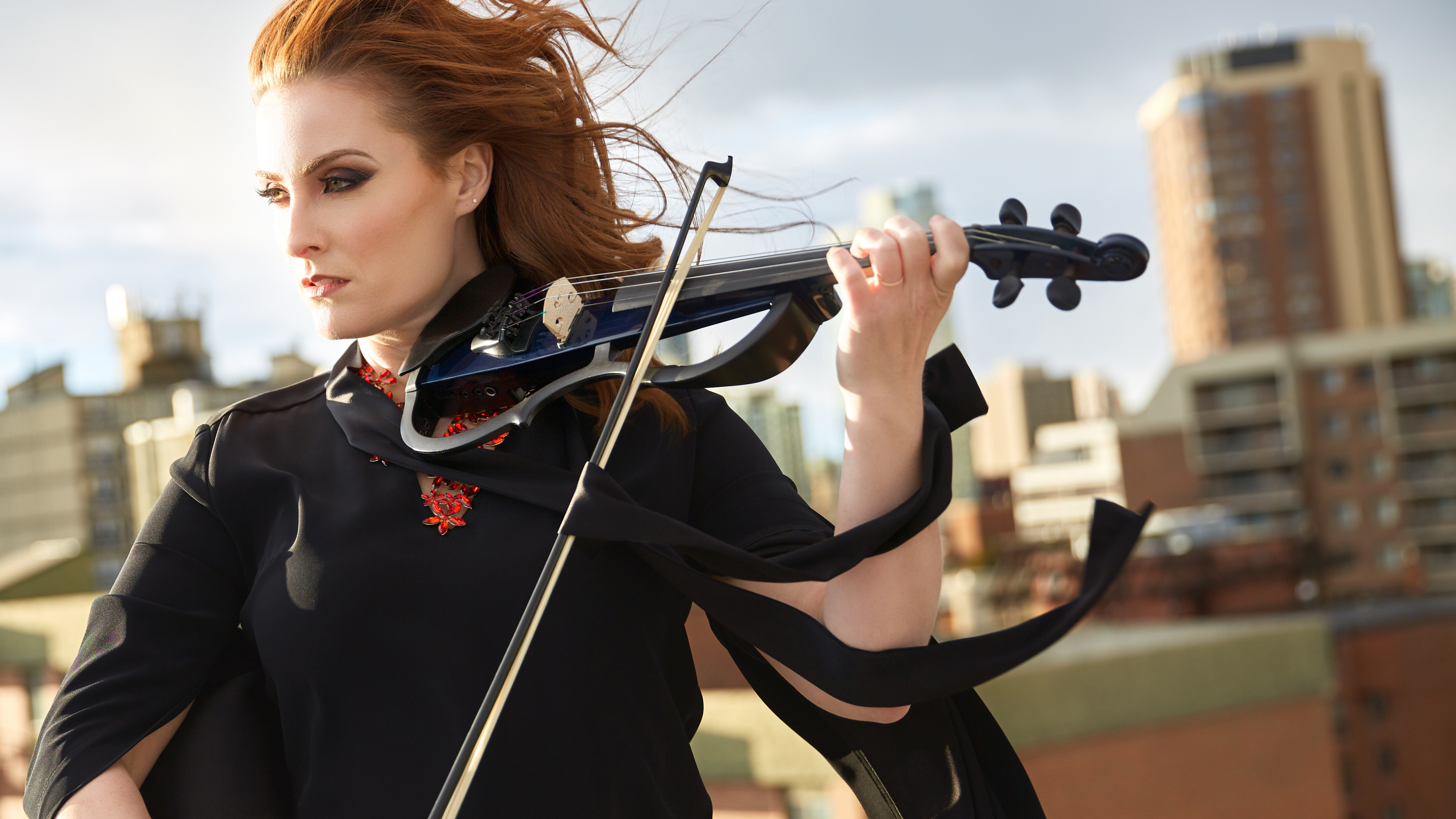
Софи Серафино

Фонд был основан британско-австралийской скрипачкой Софи Армстронг (Sophie Armstrong, ранее Софи Серафино) в Австралии в 2011 году и запущен в Канаде в 2012 году. Фонд действовал под названием «Фестиваль каждой женщины» (англ. Every Woman Festival) и «Организация каждой женщины» (англ. Every Woman Organization). Фонд являлся подразделением компании Sophie Serafino Entertainment, пока в 2014 году не получил статус самостоятельного некоммерческого общества в Канаде.

## Представительства
Фонд имеет представительства в Сиднее, Австралия, Калгари и Эдмонтоне, Канада.

## Музыкальный сборник
В 2014 году фонд выпустил на американском лейбле Luxury Wafers Питера Малика полностью женский сборник, в который вошли треки исполнителей Тары Слоун, Эми Скай и Софи Армстронг.

## Внешние ссылки
- Веб-сайт Софи Армстронг